# District de Nice
Le district de Nice était une division territoriale française du premier département des Alpes-Maritimes de 1793 à 1795.

## Histoire
Le district est créé le 28 mars 1793 par les commissaires Grégoire et Jagot nommés par la Convention nationale qui organisent le département des Alpes-Maritimes en trois districts (Nice, Puget-Théniers et Menton) et vingt cantons,. Le département vient alors lui-même d'être créé peu auparavant par le décret de la Convention nationale du 4 février 1793.

## Composition
Il était composé de 8 cantons : Aspremont, Contes, L'Escarène, Levens, Nice, Roquebillière, Utelle et Valdeblore.